# Spencer Platt
Pour les articles homonymes, voir Platt.
Spencer Platt, né le 16 mars 1970 au Connecticut, est un photojournaliste américain. Il est récipiendaire du World Press Photo of the Year.

## Biographie
Il remporte en 2007 le World Press Photo of the Year pour un cliché d'une rue de Beyrouth dévastée lors des bombardements israéliens en été 2006.